# Домбровський Тиміш Якович
Домбро́вський Тимі́ш Якович (19 січня 1899 Копистирин — † липень 1941 Бабин) — український військовий діяч, хорунжий 5-ї Херсонської дивізії в Армії УНР.

## Біографія
Тиміш Домбровський учасник Української революції 1917—1921 років. Випускник Спільної юнацької школи (другий випуск 28.07.1922). Згодом відомий у званні хорунжого 5-ї Херсонської піхотної дивізії. Після 1923 року проживав і працював на Бабинському цукровому заводі в селі Бабин разом з іншими інтернованими вояками Армії УНР. На той час Бугринська ґміна, Рівненського повіту, Волинського воєводства. У 1929 році одружився з уродженкою Варшави Євгенією Василівною Шарапановською. В кінці того ж року народився син Борис. На 1938 рік обіймав посаду заступника керуючого фірмовими магазинами Бабинської цукровні. У липні 1941 року Тиміш Домбровський розстріляний на території цукрозаводу солдатами німецької армії або загоном НКВС, разом з трьома бувшими вояками Армії УНР, Петром Авраменком, Степаном Паламарчуком та Іваном Мадією.